# Upplands runinskrifter 556
Upplands runinskrifter 556 är ett vikingatida runstensfragment av sandsten som fanns i Husby-Sjuhundra kyrka, Husby-Sjuhundra socken och Norrtälje kommun. Fragmentet är 0,21 gånger 0,15 meter stort. Det förvaras nu på SHM.

## Inskriften
Translitterering av runraden:
... ...(a) ÷ st... ...
Normalisering till runsvenska:
... [ræis]a st[æin] ...
Översättning till nusvenska:
... reste stenen ...